# جيك نيكلسون
جيك نيكلسون (بالإنجليزية: Jake Nicholson)‏ (19 يوليو 1992 في المملكة المتحدة - ) هو لاعب كرة قدم بريطاني في مركز الوسط. شارك مع منتخب إنجلترا تحت 19 سنة لكرة القدم. أما مع النوادي، فقد لعب مع توتنهام هوتسبير وميبا وهايز وييدينغ يونايتد ‏ وسانت ألبانز سيتي وإيه أف سي ويمبلدون وWalton Casuals F.C. ‏ ونادي غرينوك مورتون.

## وصلات خارجية
- جيك نيكلسون على موقع قاعدة بيانات كرة القدم.إي يو (الإنجليزية)
- جيك نيكلسون على موقع Soccerbase.com (لاعب) (الإنجليزية)
- جيك نيكلسون على موقع AS.com (الإسبانية)